# Soroca (condado)
Soroca é um condado (ou distrito) da Moldávia. Sua capital é a cidade de Soroca.
O primeiro prefeito do condado de Soroca foi Vasile Săcară em 1918.